# Albert Kastelec
Albert Kastelec, slovenski grafik, *Medno, 18. februar 1930, † 2011.

## Priznanja in odlikovanja
Leta 1970 je prejel nagrado Prešernovega sklada »za grafični in industrijski design«.